# Енбек (Актюбинская область)
Енбек (каз. Еңбек, до 90-х г. — Моисеевский) — село в Мугалжарском районе Актюбинской области Казахстана. Входит в состав Талдысайского сельского округа. Код КАТО — 154865400.

## Население
В 1999 году население села составляло 408 человек (215 мужчин и 193 женщины). По данным переписи 2009 года, в селе проживали 324 человека (169 мужчин и 155 женщин).